# Telmatherina sarasinorum
Telmatherina sarasinorum é uma espécie de peixe da família Telmatherinidae.
É endémica da Indonésia.